# Télefo (rey)

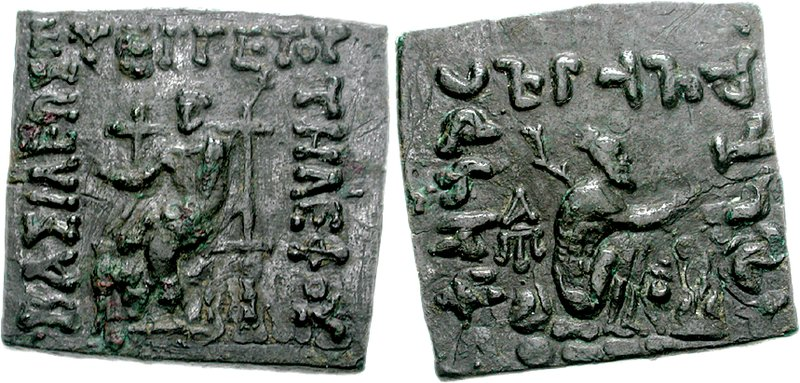
Moneda de bronce de Télefo

Télefo Evergetes (en griego: Τήλεφος ὁ Εὐεργέτης; Evergetes significa el Benefactor) fue un tardío rey indogriego que parece haber sido uno de los débiles y breves sucesores de Maues. Bopearachchi data a Télefo entre 75-70 a. C., y lo coloca en Gandhara, R. C. Sénior en c. 60 a. C. y sugiere que gobernó en algunas partes de Pushkalavati, o incluso más al oeste.
Nada se sabe sobre sus conexiones dinásticas. Sus escasas monedas son bastante singulares y ninguna de ellas llevan su imagen, algo raro en las monedas indogriegas. A pesar de su nombre griego, Télefo podría haber sido un gobernante de origen saka. Su epíteto tampoco tenía precedentes.

## Monedas de Télefo
Las monedas de plata de Télefo son escasas y mayoritariamente dracmas; sólo se conocen unos cuantos tetradracmas. En el lado griego es un monstruo con extremidades de serpiente, que aguanta los tallos de dos plantas, y en el lado karosti, dos deidades que probablemente son Helios y Selene, el sol y la luna. Ambos diseños son únicos en la región, aunque el monstruo más tarde aparecería en monedas de bronce de Hipóstrato. También acuñó monedas de bronce, con un diseño común de Zeus sedente en el anverso, haciendo un gesto de bendición, y en el reverso un hombre en cuclillas que sostiene una lanza en unos casos y una palma en otros.

## Sobreacuñacións
Télefo sobreacuñó monedas del rey anterior, Arquebio.